# Orografia

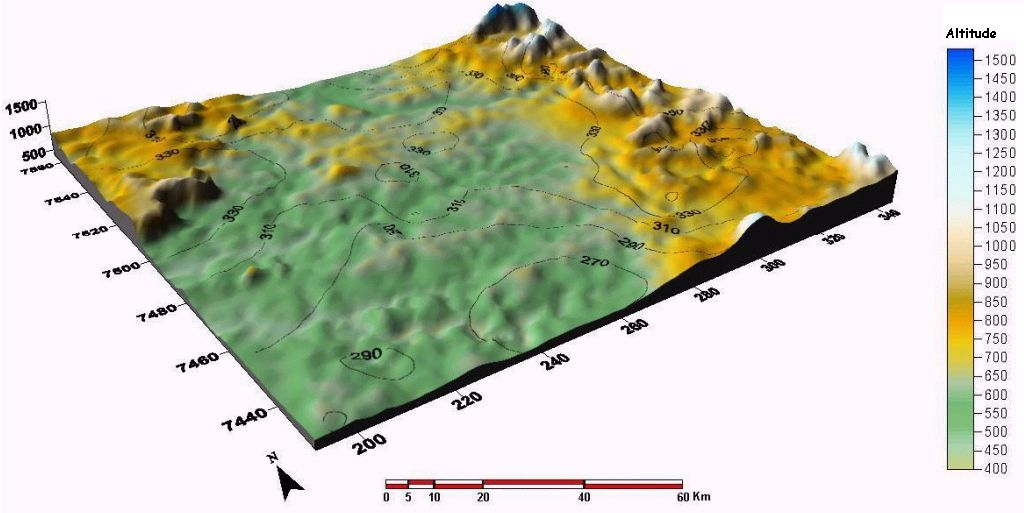
Orografia da região centro-leste do estado de São Paulo

Na geografia, chama-se orografia (do grego oros, montanha, e grafia, escrita) o estudo das nuances do relevo de alguma região.
A orografia influencia diretamente o clima local uma vez que induz a formação de nuvens e também ocasiona alterações na temperatura e no direção e velocidade dos ventos. O Efeito orográfico é a causa das precipitações denominadas de "chuvas de relevo". Quando uma massa de ar encontra uma encosta, ela eleva-se, entrando em contato com o ar frio. Isso provoca sua condensação e favorece a ocorrência das precipitações, resultando no chamado efeito orográfico.